# Пшеничне (Щастинський район)
Пшени́чне — село в Україні, у Станично-Луганській селищній громаді Щастинського району Луганської області. Населення становить 209 осіб. Колишній орган місцевого самоврядування — Вільхівська сільська рада.

## Географія
Селом тече річка Верхньо-Ольхова.

## Населення
За даними перепису 2001 року населення села становило 209 осіб, з них 8,13 % зазначили рідною мову українську, 91,39 % — російську, а 0,48 % — іншу.